# Kampil
Kampil es  un pueblo y nagar Panchayat situado en el distrito de Farrukhabad en el estado de Uttar Pradesh (India). Su población es de 10281 habitantes (2011). Se encuentra a 45 km de Farrukhabad.

## Demografía
Según el  censo de 2011 la población de Kampil era de 10281 habitantes, de los cuales 5477 eran hombres y 4804 eran mujeres. Kampil tiene una tasa media de alfabetización del 64,31%, inferior a la media estatal del 67,68%: la alfabetización masculina es del 72,33%, y la alfabetización femenina del 55,23%.